# Fujiwara no Nobuzane
Fujiwara no Nobuzane (藤原信実?   ¿1175? - 1266) fue un poeta, pintor y cortesano que vivió en las postrimerías de la era Heian y comienzos de la era Kamakura. Su padre fue Fujiwara no Takanobu y es padre de la poetisa Ben no Naishi. Es considerado como uno de los treinta y seis nuevos inmortales de la poesía.

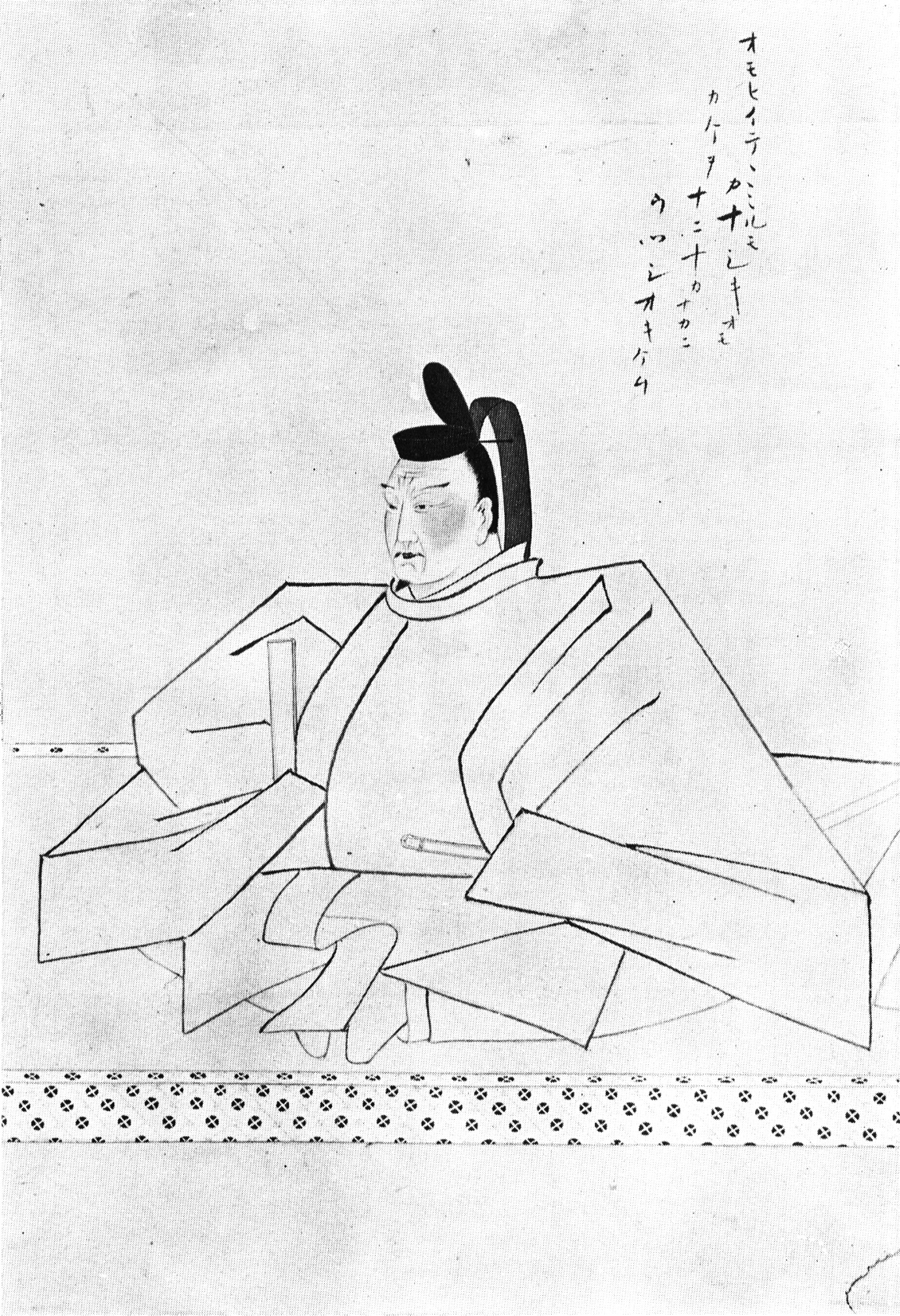
Fujiwara no Nobuzane

Como cortesano fue gobernador de la provincia de Bingo, Sakyō Gondaibu y Shōshii.
Como artista, fue conocido en la pintura y en la poesía waka. Desde 1200 comenzó a participar en numerosos concursos de waka, actividad que realizaría ininterrumpidamente hasta 1265. Fue activo en los círculos poéticos patrocinados por el Retirado Emperador Go-Toba, el Retirado Emperador Juntoku, el Retirado Emperador Go-Saga y por la familia Kujō. Hizo una colección personal de poemas llamado Nobuzane Ason-shū (信実朝臣家集?) y escribió un cuento llamado Ima Monogatari (今物語?), también algunos de sus poemas fueron incluidos a partir de la antología imperial Shinchokusen Wakashū. Realizó una pintura dedicada al Retirado Emperador Go-Toba llamado Go-Toba In-zō (後鳥羽院像?).